# Крем де касис
Крем де касис (фр. Crème de cassis) или само касис јест слатки, тамноцрвени ликер.

## Процес производње
Прави се од црних рибизли, сорте Noir de Bourgogne („бургундска црна”) комбиноване са сортом Blackdown или сортом Royal de Naples, које се изгњече и натопе алкохолом (од најмање 96 %) и оставе да одстоје, уз накнадно цеђење и додавање шећера.
Постотак алкохола износи најмање 15 %, али је често виши (16-20 %).

## Конзумација
Пије се као дигестив после вечере.
Може се излити преко смрвљеног леда, или преко сладоледа од ваниле.
Чест је састојак бразилског десерта „крема од папаје” (порт. creme de papaia / de mamão).
Састојак је више коктела, попут коктела El Diablo, Cassis Spritz, Arnaud и многих других.

## Подручја производње
Специјалитет је Бургундије (изворне), превасходно Дижона, њеног највећег града.
У Француској се прави и у департманима Мен и Лоара и Шаранта. Чак 98 % овог ликера производи се у Француској.
Ван Француске, прави се у Енглеској, Луксембургу, Канади (Квебек), САД-у (Вермонт), Аустралији (Тасманија).

## Историјат
Настао је у Дижону 1841. године, када је Дижонац по имену Огист-Дени Лагут (фр. Auguste-Denis Lagoute) изменио рецепт за ратафију од црних рибизли, тако што је алкохолом заменио вино.
Немачка је 1979. забранила увознику касиса да га продаје као ликер, јер по немачком закону ликер мора имати више од 25 посто алкохола. Међутим, Европски суд правде утврдио је да та одлука представља незакониту забрану увоза (Реве-Централ АГ против Бундесмонополфервалтунг фир Брантвајн).
Још 21. децембра 1923. године, у Француској је донесена одлука по којој се било који ликер под називом „Cassis de Dijon” („Дижонски касис”) мора производити у Дижону. Дана 7. августа 2013. године, одобрена је употреба ознаке заштићеног географског порекла „Crème de Cassis de Dijon”. Поред дижонског порекла, ознака гарантује натопљеност рибизли алкохолом шест недеља, минимално 400 грама шећера по литру и минимално 200 грама рибизли по литру. Ову ознаку смеју имати касиси само четири компаније: Boudier, Briottet, L’Héritier Guyot и Lejay Lagoutte.
Такође, дана 22. јануара 2015. године, одобрена је употреба ознаке заштићеног географског порекла „Crème de Cassis de Bourgogne“ („Бургундски крем де касис”). Поред бургундског порекла, тачније, порекла из департмана Златна обала и Сона и Лоара, ознака гарантује натопљеност рибизли алкохолом три недеље, минимално 450 грама шећера по литру и минимално 250 грама рибизли по литру. Претходно је иницијатива наишла на отпор дижонских произвођача касиса.